# Ingo Schütze
Ingo Schütze (Bad Godesberg, 22 dicembre 1967) è uno storico della filosofia tedesco, esperto della filosofia di Girolamo Cardano.

## Biografia
Dopo gli studi alle Università di Heidelberg e Pisa si è laureato nel 1995 in Filosofia all'Università di Monaco di Baviera con una tesi sulla Dialectica di Girolamo Cardano. Nel 1998 ha conseguito sempre a Monaco sotto la guida del Prof. Eckhard Keßler il dottorato di ricerca con una dissertazione intitolata "Die Naturphilosophie in Girolamo Cardanos De subtilitate".
Ha condotto importanti studi sulla filosofia enciclopedica del Rinascimento italiano, in particolare sulla figura di Girolamo Cardano. Ha partecipato con ricerche storiche, archivistiche e bibliografiche al progetto internazionale di edizione delle opere di Girolamo Cardano presso il CNR e l'Università degli Studi di Milano sotto la direzione di Marialuisa Baldi e Guido Canziani.
Successivamente si è interessato di storia della filosofia della musica e soprattutto della fenomenologia della musica di Roman Ingarden.
Ha collaborato al consiglio direttivo dell'Accademia lucchese di scienze, lettere e arti.

## Opere principali
- "Zur Ficino-Rezeption bei Paracelsus", in Joachim Telle (a cura di), Parerga Paracelsica, Stuttgart 1991, pp. 39-44.
- "Bibliografia degli studi su Girolamo Cardano dal 1850 al 1995", in Bruniana e Campanelliana, IV/2, 1998, pp. 449-467. JSTOR http://www.jstor.org/stable/45373512, Online su cardano.unimi.it
- "La Dialectica di Cardano e la rivalutazione enciclopedica della logica", in M. Baldi, G. Canziani (a cura di), Girolamo Cardano. Le opere, le fonti, la vita, Atti del convegno internazionale di studi (Milano, 11-13 dicembre 1997), FrancoAngeli, Milano, 1999, pp. 147-157.
- Die Naturphilosophie in Girolamo Cardanos De subtilitate. Fink, München 2000, ISBN 3-7705-3474-3. Pubblicato successivamente sulla piattaforma Digi20 del Münchener DigitalisierungsZentrum (MDZ), vedi https://mdz-nbn-resolving.de/details:bsb00041896.
- "Cardano und die Affektenlehre der Musik", in Bruniana e Campanelliana, VII/2, 2001, pp. 453-467. JSTOR, http://www.jstor.org/stable/24331793
- "Organologia e filosofia naturale in Cardano", in M. Baldi, G. Canziani (a cura di), Cardano e la tradizione dei saperi, FrancoAngeli, Milano 2003. PDF su unimi.it
- Percezione musicale e riflessione filosofica. La fenomenologia della musica di Roman Ingarden, Edizioni ETS, Pisa 2007, ISBN 978-8846715425.
- "Zur Wahrnehmungstheorie der Musik bei René Descartes", in Thomas Ricklin, Helga Pirner-Pareschi, Sabrina Ebbersmeyer (a cura di), Sol et homo. Festschrift zum 70. Geburtstag von Eckhard Keßler, Fink, München 2008, pp. 537-553. DOI